# Amelia (Album)
Amelia ist ein Musikalbum von Laurie Anderson. Die um 2023 in den Studios Besední dům, Brünn, Canal Street Communications, New York City und den Miraval Studios, Correns entstandenen Aufnahmen erschienen am 30. August 2024 auf Nonesuch Records. Anderson thematisiert in Amelia den letzten Flug Amelia Earharts im Jahr 1937.

## Hintergrund
Fast 25 Jahre, nachdem Laurie Anderson eine Version von Amelia zum ersten Mal live aufgeführt hatte, nahm die Künstlerin ihre Ode an den letzten Flug der Pilotin Amelia Earhart für ein Album auf. Angeregt wurde das Projekt von dem Komponisten und Dirigenten Dennis Russell Davies als Auftragsarbeit zum Thema Luftfahrt.
Amelia wird als ein einziges, durchgehendes Stück dargeboten, obwohl es in 22 kurze Kapitel zerteilt ist. Die Streicherarrangements von Dennis Russell Davies sind das Hauptmedium von Amelia, auf einem Spektrum von Andersons Solobratsche über ein Streichertrio bis hin zum Orchesterklang, ausgeführt von der tschechischen Philharmonie Brünn. Ein Großteil von Andersons Vokalbeiträgen ist gesprochenes Wort und häufig eher Singsang als tatsächlicher Gesang.
Für die Studioaufnahmen dirigierte Davies das philharmonische Orchester Brünn, das die lautmalerische Klangkulisse für Andersons warme Erzählstimme aufbettet. Die Anfrage an Anderson für eine Zusammenarbeit kam nicht von ungefähr, hat sich diese doch immer wieder künstlerisch mit Themen wie Fliegen, Raumfahrt und Schwerelosigkeit auseinandergesetzt, notierte Jana Sotzko.
„Einer der Gründe, warum ich so beeindruckt bin von Amelia Earhart, ist, wie sie amerikanischen Frauen den Weg zu Technik öffnen wollte“, so Anderson. Earharts rebellische Attitüde, Stilsicherheit und Technikaffinität sowie der kalkulierte Umgang mit der medialen Begleitung lassen sie wie eine frühe Geistesverwandte Laurie Andersons erscheinen. In den Liner Notes bezeichnet sie Earhart als „die erste Bloggerin“. Aus Earharts umfangreichen Tagebucheinträgen hat Anderson das Textmaterial für das Album kondensiert. Earhart selbst kommt ebenfalls zu Wort: „This Modern World“ enthält Originalaufnahmen aus ihrem Rundfunk-Vortrag „A Woman’s Place in Science“ von 1935.

## Titelliste
- Laurie Anderson: Amelia (Nonesuch Records)[4]

1. To Circle the World 1:02
2. I See Something Shining 0:30
3. Takeoff 1:06
4. Aloft 1:11
5. San Juan 1:50
6. Brazil 1:01
7. Crossing the Equator 2:08
8. The Badlands 0:39
9. Waves of Sand 1:52
10. The Letter 1:54
11. India and on Down to Australia 3:51
12. This Modern World 0:34
13. Flying at Night 3:19
14. The Word for Woman 2:11
15. Road to Mandalay 1:49
16. Broken Chronometers 0:46
17. Nothing But Silt 0:49
18. The Wrong Way 1:07
19. Fly Into the Sun 2:52
20. Howland Island 1:08
21. Radio 1:59
22. Lucky Dime 1:13

Die Kompositionen stammen von Laurie Anderson.

## Weitere Besetzung

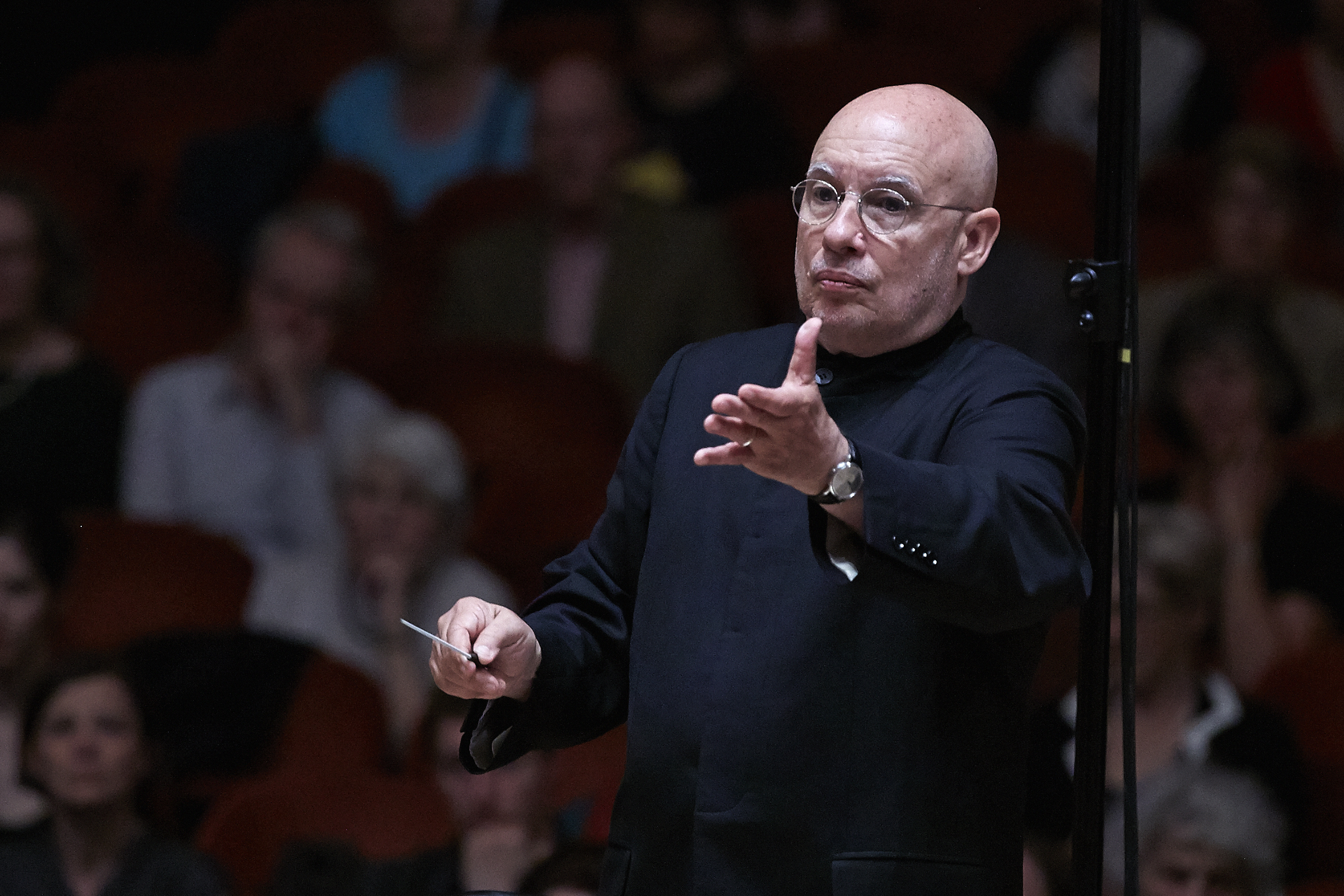
Dennis Russell Davies (2013)

- Philharmonie Brünn unter Leitung von Dennis Russell Davies
  - Erste Geigen: Marie Petříková (Konzertmeister), Barbora Gajdošová, Jaromír Graffe, Kristýna Jungová, Jiří Kopecký, Vladimír Lžičař, Marie Pšenicová, Leoš Zavadilík
  - Zweite Geigen: Radoslav Havlát, Jana Horáková, Dorothea Kellerová, Ludmila Netolická, Josef Ondrůj, Tomáš Vinklát
  - Bratschen: Martin Heller, Tomáš Kulík, Karel Plocek, Petr Pšenica (Prinzipal), Otakar Salajka, Zbyněk Volf
  - Cellos: Pavla Jelínková, Eva Kovalová, Katarína Madariová, Lukáš Svoboda
  - Bass: Jaromír Gardoň, Marek Švestka (Prinzipal): Vojtech Velíšek
  - Solist: Petr Pšenica in "Fly Into the Sun"

- Trimbach Trio
  - Streichtrioarrangements von Rob Moose
  - Rob Moose – Geige, Nadia Sirota – Bratsche, Gabriel Cabezas – Cello

## Rezeption

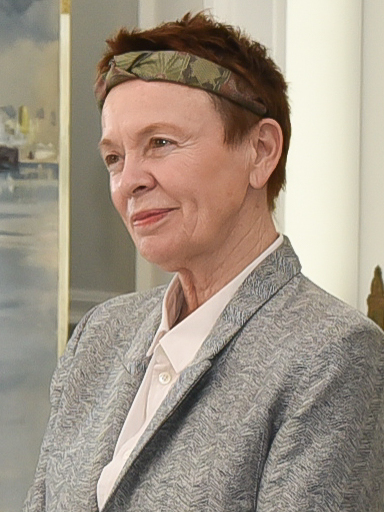
Laurie Anderson (2020)

In Amelia erzählt Laurie Anderson Earharts Lebensgeschichte, als diese 1937 ihren schicksalhaften Versuch unternahm, in einem Lockheed Modell 10 Electra-Flugzeug die Welt zu umrunden, schrieb Piers Martin (Uncut). Es sei ohnehin eine fesselnde Geschichte, wie aus einem Indiana-Jones-Film, aber Anderson – die im Jahr 2000 erstmals mit der Arbeit daran beauftragt wurde und seitdem immer wieder Versionen davon aufgeführt hat – versetze sich in Earharts Position, direkt im Cockpit, sodass man als Hörer die Reise als tägliches Tagebuch erleben, das von Earharts eigenen Piloteneinträgen inspiriert ist. Mit Anderson am Steuer, die sich vorstellen würde, wie es ist zu fliegen, fließe es wie in einem Traumzustand – teils Biografie, teils halluzinatorisches Hörbuch.
In diesem „Wirbelwind des Geschichtenerzählens“ bringe Anderson „die Freude an Entdeckung und Erfolg in Einklang mit der Vorahnung eines Endes, das wir bereits kennen“, schrieb Amanda Farah in The Quietus. Diese sich ständig an- und zusammenziehende Palette [unterschiedlicher Besetzungen] passe perfekt zu ihren Beschreibungen der fernen, wogenden Meere und Hügel unter ihnen in Feldaufnahmen, insbesondere von Kleinflugzeugmotoren und Radiogejammer, die diesen pastoralen Bildern Akzente verliehen. Die Orchesterstücke seien weitläufig, selbst wenn sie – wie auf dem kurzen, klagenden Stück „The Badlands“ – in scharfem Kontrast zu Andersons bedächtiger Sprechstimme stehen. Trotz des unvermeidlichen Endes sei Amelia eine unerwartet beruhigende Platte. Das liege größtenteils daran, dass Andersons Stimme eine ruhige, meditative Qualität habe, die konstant bleibt, egal ob das Arrangement minimalistisch oder intensiv sei. Aber ein Großteil der entspannenden Qualität des Albums hänge auch mit Andersons Fähigkeit zusammen, eine Figur, die häufig nur in Tragödie und Mysterium gegossen wird, als ganze Person zu betrachten.
In der Fliegerin Amelia Earhart würde Anderson eine Verbündete für einen lebenslangen Kampf um Emanzipation sehen, hieß es im NDR. Sie habe sich mit der Frage beschäftigt, was sie auf ihrem einsamen letzten Flug gedacht und was  sie letztlich bewirken wollte. „Heute müssen alle politisch sein“, wird Anderson zitiert. „Wobei Künstler natürlich sehr scharfe Werkzeuge haben. In meiner Musik geht es letztlich um Gefühlsfrequenzen. Meine Freunde sagen immer: ‚Ich weiß zwar nicht mehr, was du zu mir gesagt hast, aber ich weiß noch genau, welche Gefühle du bei mir geweckt hast.‘“
Amelia sei kein aktivistisches Album, so wie Anderson ihre Kunst „nie als weltverbesserndes Belehren betrieben, sondern sich mit politischen und gesellschaftskritischen Inhalten immer auf eine für unterschiedliche Perspektiven und Wahrnehmungsformen offene Art auseinandergesetzt“ habe, schrieb Jana Sotzko in der taz. Anderson habe bei aller Verwurzelung in Kunst und Experiment nie Scheu vor Popästhetik und Unterhaltungskultur gehabt. Als eine der wichtigsten Medienkünstlerinnen der letzten Jahrzehnte habe sie ein Album geschaffen, das den Freiheitswillen und die visionäre Leistung einer Frau thematisiert, die sich mit gesellschaftlichen Beschränkungen und einer statischen Sicht auf die Welt nicht abfinden wollte. Irgendwo zwischen Hörspielfeature, augenzwinkernder Variation des vermeintlich weiblichen Genres eines Frauenreisejournals und Filmmusik angesiedelt, sei Anderson und ihren Mitstreitern ein so entspannt informatives wie berührendes Werk gelungen.